# Капитан Филипс
„Капитан Филипс“ (на английски: Captain Phillips) е американски биографичен трилър на режисьора Пол Грийнграс от 2013 г. Сценарият, написан от Били Рей, е базиран на книгата „A Captain's Duty“ на Ричард Филипс. Премиерата е на 27 септември 2013 г. на кинофестивала в Ню Йорк, а по кината в САЩ и България филмът излиза съответно на 11 октомври и 8 ноември 2013 г.

## Сюжет
Ричард Филипс поема командването на"Мерск Алабама"  , невъоръжен контейнеровоз от пристанището на Салала в Оман , със заповед да плава през канала Гуардафуи до Момбаса, Кения .Предпазлив от пиратска дейност край бреговете на Африканския рог , той и първият офицер Шейн Мърфи нареждат строги предпазни мерки за сигурност на кораба и провеждат тренировка. По време на тренировката капитанът забелязва, че корабът е следван от сомалийски пирати в два скифа и Филипс вика за помощ. Знаейки, че пиратите слушат радиотрафика, той се преструва, че вика военен кораб, като иска незабавна въздушна подкрепа. Единият скиф се обръща в отговор, а другият – екипажен от четирима тежко въоръжени пирати, водени от Абдивали Абдикадир Мюз  – губи мощност на двигателя, опитвайки се да насочи през следите на "Мерск Алабама"  .
На следващия ден скифът на Мюз, вече оборудван с два извънбордови двигателя, се завръща със същите четирима пирати на борда. Въпреки усилията на Филипс и неговия екипаж, пиратите закрепват стълбата си към кораба. Докато се качват на борда, Филипс казва на екипажа да се скрие в машинното отделение, точно преди пиратите да нахлуят на мостика и да държат Филипс и другите членове на екипажа на мушка.
Филипс предлага на Мюз 30 000 долара в сейфа на кораба, но заповедите на Мюз са да откупи кораба и екипажа в замяна на милиони долари застрахователни пари от корабната компания. Докато претърсват кораба, Шейн вижда, че най-младият пират Билал няма сандали и казва на екипажа да покрият коридора на машинното отделение със счупено стъкло.
Главният инженер Майк Пери деактивира захранването на кораба, потапяйки долните палуби в мрак. Билал си порязва краката, когато стигат до машинното отделение, а Мюз продължава да търси сама. Членовете на екипажа устройват засада на Мюз, като го държат на нож и се уреждат да пуснат него и другите пирати в спасителна лодка . Въпреки това, дясната ръка на Мюз Нур Наджи отказва да се качи на спасителната лодка с Mюз, освен ако Филипс не тръгне с тях. След като всички са на спасителната лодка, Наджи напада Филипс, принуждавайки го да влезе в плавателния съд, преди да пусне лодката с всичките петима на борда.
Докато спасителната лодка се насочва към Сомалия, напрежението между пиратите пламва, тъй като им свършва растителният амфетамин кхат , който са яли, и губят връзка с кораба-майка . Najee се развълнува и започва да се съмнява в лидерството на Mюз , когато те са прихванати от американския военноморски разрушителБейнбридж
  . Капитанът на Бейнбридж Франк Кастелано получава заповед да попречи на пиратите да достигнат сомалийското крайбрежие по всякакъв начин. Дори когато пристигнат допълнителни кораби, Мюз твърди, че Група за развитие на морска специална войнае стигнала твърде далеч и няма да се предаде. Преговарящите не могат да променят решението му и екип от  скача с парашут, за да се намеси, докато Филипс се опитва да избяга от спасителната лодка, преди бързо да бъде отново заловен и многократно бит от Наджи.
Докато трима стрелци от  Група за развитие на морска специална война заемат позиции,Кастел и група за развитие на морска специална война  продължават да се опитват да намерят мирно решение, като в крайна сметка вземат спасителната лодка на буксир.Мюз  се съгласява да се качи на борда на Бейнбридж , където му казват, че старейшините на неговия клан пристигат, за да преговарят за откупа на  Филипс. В спасителната лодка Филипс подготвя прощално писмо до жена си в случай, че бъде убит, докато Наджи решава да поеме пълен контрол. Наджи забелязва Филипс да пише писмото и го грабва. Филипс отмъщава, като бие Наджи, докато Билал покорява Филипс, като го удря в гърба с пистолета си.
Пиратите връзват и завързват очите на Филипс, а Наджи бие Филипс още повече и укорява Билал и Елми за протестите им, като дори заявява, че са били измамени от флота, тъй като старейшините не са дошли да преговарят. Докато Наджи се готви да застреля Филипс, екипът на Бейнбридж спира тегленето, което кара Елми, Билал и Наджи да загубят равновесие. Това дава на стрелците три ясни изстрела, с които те едновременно убиват и тримата пирати. Mюз е арестуван и задържан за пиратство. Филипс е спасен от спасителната лодка и нараняванията му са лекувани. Макар и в шок и сълзи, той благодари на спасителния екип, че са спасили живота му.

## Награди и номинации
| Категория                              | Номиниран(и)            | Резултат               |
| Оскар (2 март 2014 г.)                 | Оскар (2 март 2014 г.)  | Оскар (2 март 2014 г.) |
| -------------------------------------- | ----------------------- | ---------------------- |
| Най-добър филм                         | Най-добър филм          | номинация              |
| Най-добър звук                         | Най-добър звук          | номинация              |
| Най-добър звуков монтаж                | Най-добър звуков монтаж | номинация              |
| Най-добър адаптиран сценарий           | Били Рей                | номинация              |
| Най-добър филмов монтаж                | Кристофър Рус           | номинация              |
| Най-добра поддържаща мъжка роля        | Бархад Абди             | номинация              |
| Награда на БАФТА (16 февруари 2014 г.) |                         |                        |
| Най-добър актьор в поддържаща роля     | Бархад Абди             | награда                |
| Най-добър филм                         | Най-добър филм          | номинация              |
| Най-добър звук                         | Най-добър звук          | номинация              |
| Най-добра режисура                     | Пол Грийнграс           | номинация              |
| Най-добър адаптиран сценарий           | Били Рей                | номинация              |
| Най-добра кинематография               | Бари Акройд             | номинация              |
| Най-добър филмов монтаж                | Кристофър Рус           | номинация              |
| Най-добра филмова музика               | Хенри Джакман           | номинация              |
| Най-добър актьор в главна роля         | Том Ханкс               | номинация              |
| Златен глобус (12 януари 2014 г.)      |                         |                        |
| Най-добър филм – драма                 | Най-добър филм – драма  | номинация              |
| Най-добър режисьор                     | Пол Грийнграс           | номинация              |
| Най-добър актьор в драматичен филм     | Том Ханкс               | номинация              |
| Най-добър актьор в поддържаща роля     | Бархад Абди             | номинация              |
| Сателит (23 февруари 2014 г.)          |                         |                        |
| Най-добър филм                         | Най-добър филм          | номинация              |
| Най-добър звук                         | Най-добър звук          | номинация              |
| Най-добър режисьор                     | Пол Грийнграс           | номинация              |
| Най-добър адаптиран сценарий           | Били Рей                | номинация              |
| Най-добър актьор                       | Том Ханкс               | номинация              |
| Емпайър (30 март 2014 г.)              |                         |                        |
| Най-добър филм                         | Най-добър филм          | номинация              |
| Най-добър трилър филм                  | Най-добър трилър филм   | номинация              |
| Най-добър режисьор                     | Пол Грийнграс           | номинация              |
| Най-добър актьор                       | Том Ханкс               | номинация              |
| Най-добър мъжки дебют                  | Бархад Абди             | номинация              |